# Kastamonu (tỉnh)
Kastamonu là một tỉnh của Thổ Nhĩ Kỳ, ở vùng Biển Đen, phía bắc quốc gia này. Tỉnh này giáp các tỉnh: Sinop về phía đông, Bartın và Karabük về phía tây, Çankırı về phía nam, Çorum về phía đông nam và Biển Đen về phía bắc.
Tỉnh này có diện tích 13.108 km², dân số là 322.759 (ước năm 2006). Dân số năm 2000 là 376.725 người. Mật độ dân số là 24,62 người/km². Tỉnh lỵ có dân số là 64.606.

## Các huyện
Tỉnh này được chia thành các huyện sau (tỉnh lỵ được viết đậm)::
| - Abana - Ağlı - Araç - Azdavay - Bozkurt - Çatalzeytin - Cide - Daday - Devrekani - Doğanyurt | - Hanönü - İhsangazi - İnebolu - Kastamonu - Küre - Pınarbaşı - Şenpazar - Seydiler - Taşköprü - Tosya |

Theo điều tra năm 2000, 77,5% lực lượng lao động tỉnh làm việc trong ngành nông nghiệp.